# Brassers Molen
Brassers Molen is een korenmolen in Biggekerke, genoemd naar de familie Brasser, die de molen sinds 1916 bezit. De molen werd in 1712 gebouwd in opdracht van de gemeente Vlissingen, die de molen telkens voor zeven jaar verpachtte. In 1792 kwam de molen in particuliere handen. De molen is vanaf de oplevering als korenmolen in bedrijf geweest en is dat na drie eeuwen nog steeds. Vroeger bevond zich in de molen ook een pelwerk. Er bevinden zich twee koppels maalstenen in de molen.
Het gevlucht op de binnenroede is Oudhollands; op de buitenroede is het systeem Fauel met automatische remkleppen aangebracht.